# Muncq-Nieurlet
Muncq-Nieurlet (Nederlands: Munk-Nieuwerleet) is een gemeente in het Franse departement Pas-de-Calais (regio Hauts-de-France) en telt 454 inwoners (1999). De plaats maakt deel uit van het arrondissement Calais.
Het dorp had in een ver verleden een meer Vlaamsklinkende naam; in de 12e eeuw werd Niwerlede geschreven, in de 15e eeuw Moncqueniewerleet (Nieuwerlede = nieuwe gracht).

## Geografie
De oppervlakte van Muncq-Nieurlet bedraagt 11,6 km², de bevolkingsdichtheid is 39,1 inwoners per km².
De onderstaande kaart toont de ligging van Muncq-Nieurlet met de belangrijkste infrastructuur en aangrenzende gemeenten.

## Demografie
Onderstaande figuur toont het verloop van het inwonertal (bron: INSEE-tellingen).